# Joel Moses Salomon

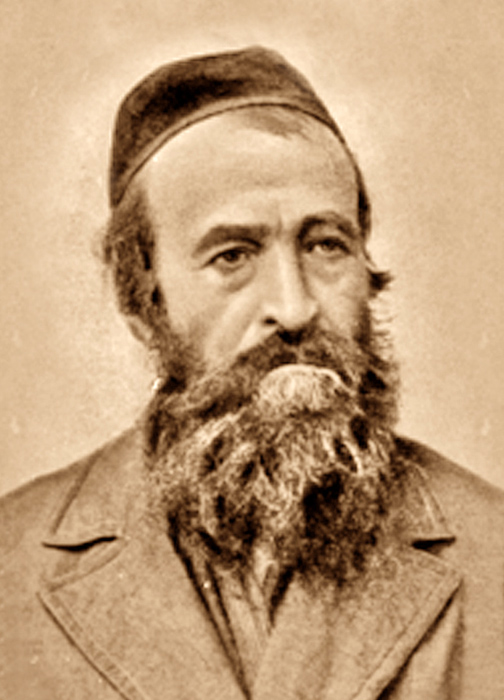
Joel Moses Salomon

Joel Moses Salomon (* 1838 in Jerusalem; † 1912) war einer der Väter der jüdischen Presse in Palästina, Mitbegründer von Petach Tikva und führende Persönlichkeit unter den Juden in Jerusalem. Seine Ausbildung erhielt er in Jerusalem und Litauen. Er absolvierte eine Drucker-Ausbildung in Königsberg.